# Lotna
Lotna is een Poolse oorlogsfilm uit 1959 onder regie van Andrzej Wajda.

## Verhaal
Lotna is een witte volbloed die tijdens de Tweede Wereldoorlog ongeluk brengt aan al haar bezitters. Ten slotte sneuvelt het paard met de laatste eigenaar in een charge van Poolse cavaleristen tegen oprukkende Duitse pantserwagens.

## Rolverdeling
| Acteur               | Personage             |
| -------------------- | --------------------- |
| Jerzy Pichelski      | Kapitein Chodakiewicz |
| Adam Pawlikowski     | Luitenant Wodnicki    |
| Jerzy Moes           | Cadet Grabowski       |
| Mieczyslaw Loza      | Sergeant-majoor Laton |
| Bozena Kurowska      | Ewa                   |
| Bronislaw Dardzinski | Edelman               |